# تيتانات السترونتيوم
تيتانات السترونتيوم هو مركب كيميائي صيغته SrTiO3، ويوجد على هيئة مسحوق عديم اللون. يوجد هذا المركب في الطبيعة على هيئة معدن نادر اسمه تاوسونيت Tausonite.

## التحضير
يحضر هذا المركب من تفاعل كربونات السترونتيوم مع ثنائي أكسيد التيتانيوم وفق عملية فرنوي:

{\displaystyle {\ce {SrCO3 + TiO2 -> SrTiO3 + CO2 ^}}}

## الخواص
يوجد المركب في الشروط القياسية على هيئة مسحوق عديم اللون. تبلغ قيمة فجوة النطاق الطاقية غير المباشرة مقدار 3.25 إلكترون فولت، أما المباشرة فمقدارها 3.75 إلكترون فولت.